# Parti des travailleurs communistes russes du Parti communiste de l’Union soviétique

Drapeau du parti.

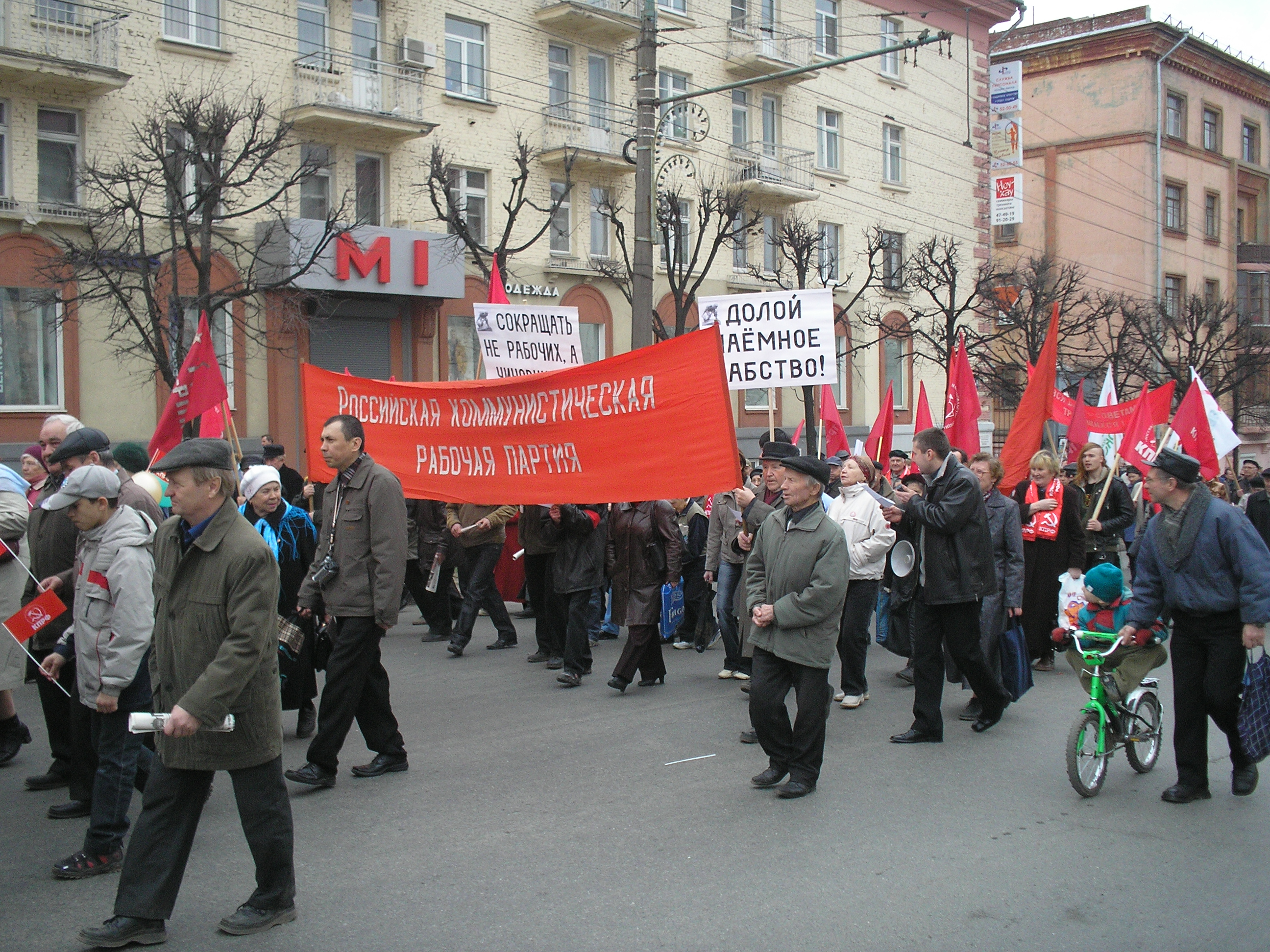
Le cortège du PTCR-PCUS dans la manifestation du 1 mai 2008 à Ijevsk.

Le Parti des travailleurs communistes russes du Parti communiste de l’Union soviétique (en russe : Российская коммунистическая рабочая партия в составе Коммунистическая партия Советского Союза), ou PTCR-PCUS ou PCOR-PCUS (Parti communiste ouvrier de Russie-PCUS), est un parti communiste russe. Il est considéré comme la branche républicaine du Parti communiste de l'Union soviétique (2001).
Le PTCR-PCUS ou PCOR-PCUS est dirigé par Viktor Tioulkine (en) (qui était co-président avec Anatolii Kriuchkov avant que celui-ci ne décède en 2005). Il publie un journal nommé Trudovaja Rossija (Трудовая Россия ; « La Russie des Travailleurs ») et une revue Sovetskij Sojuz (Советский Союз ; « Union Soviétique »).
Le PTCR-PCUS affirme avoir soutenu toutes les grandes occupations et grèves en Russie. Il a des liens avec le syndicat russe Zashchita. Il déclare posséder 50 000 membres en 2007. Son organisation de jeunesse, la Ligue des jeunes révolutionnaires communistes (bolchevik), (LJRC(b)), est considérée comme une des organisations de jeunesses les plus actives de Russie.

## Histoire
Au début des années 1990, le Parti des travailleurs communistes russes de Viktor Tioulkine et Viktor Anpilov constitue la formation communiste la plus importante numériquement et la plus visible, attachée à l'étiquette « communiste » mais se voulant en rupture avec les positions  du Parti communiste de l'Union soviétique (PCUS), qu'elle juge opportunistes et traditionalistes. Aux élections de 1999 à la Douma, ce Parti des travailleurs communistes russes avait obtenu 2,2% des votes au total, soit 1 481 890 voix.  Le parti des travailleurs communistes russes du parti communiste de l’Union soviétique est fondé en octobre 2001 sous le nom de Parti des travailleurs communistes russes – parti révolutionnaire des communistes (Российская Коммунистическая Рабочая Партия – Революционная Партия Коммунистов, en abrégé РКРП-РПК, RKRP-RPK) par l’unification du Parti des travailleurs communistes russes, du Parti russe des communistes et de l’Union des communistes, avec comme but de rétablir le socialisme et l’Union soviétique. 
Le PTCR-PCUS considère le Parti communiste de la fédération de Russie (PCFR) comme réformiste, mais ses dirigeants décident à l’occasion des élections législatives de 2003 de conclure un accord électoral avec lui afin de ne pas disperser le vote communiste. 
En 2007, le ministère de la Justice désenregistre le parti. En 2010, le parti cofonde un nouveau parti politique, le Front uni du travail russe (ROT Front), dirigé par Viktor Tioulkine (en). En avril 2012, le parti prend son nom actuel. En France son parti frère déclaré est le Parti communiste révolutionnaire de France (PCRF).